# Drosochóri (Ioánnina)
Drosochóri, en grec moderne : Δροσοχώρι, est un village du dème d'Ioánnina, district régional d'Ioánnina, en Épire, Grèce.
Selon le recensement de 2011, la population du village s'élève à 782 habitants.